# Maite Oriol Roca
Maite Oriol Roca (Barcelona, 1953) és una arquitecta catalana.
Va fer estudis a l'escola d'Arquitectura de Navarra i l'especialitat d'interiorisme a Barcelona. Des del 1980 realitza projectes d'interiorisme i és assessora d'imatge de l'empresa Idexo 80. Posteriorment treballa i és consellera delegada de la societat Diseho 35 dedicada al desenvolupament de projectes de mobiliari urbà i interiors. El 1983 treballa a Itàlia per a la firma Benenti Design Associati en els camps de l'arquitectura i l'interiorisme d'avantguarda. Entre el 1984 i el 1990 és corresponsal a Itàlia de la revista espanyola Casa Viva i de les japoneses Axis i FP d'interiorisme i disseny.
Al llarg dels darrers anys ha projectat espais de treball (despatxos, oficines), comercials (botigues, showrooms, laboratoris fotogràfics, papereries), espais privats (decoració, restauració), espais expositius (galeries d'art, muntatges d'exposicions), lúdics (discoteques, bars), espais efímers (estands). Actualment és cotitular de la firma Altro Design i responsable del sector d'interiorisme i ambients de treball. Entre els seus dissenys podem destacar el cendrer Surco (1982), realitzat en col·laboració amb Juancho de Mendoza per a BD Ediciones de Diseño, del qual el Museu del Disseny de Barcelona en conserva un exemplar, i la paperera Escuadra (1982).
Maite Oriol va ser una de les dissenyadores presents a l'exposició Som aquí. Les dones en el disseny 1900-avui, organitzada pel Museu del Disseny de Barcelona el 2023, que recuperava les dissenyadores pioneres dels anys 1960, 1970 i 1980 a Catalunya.